# August Becker (Physiker)

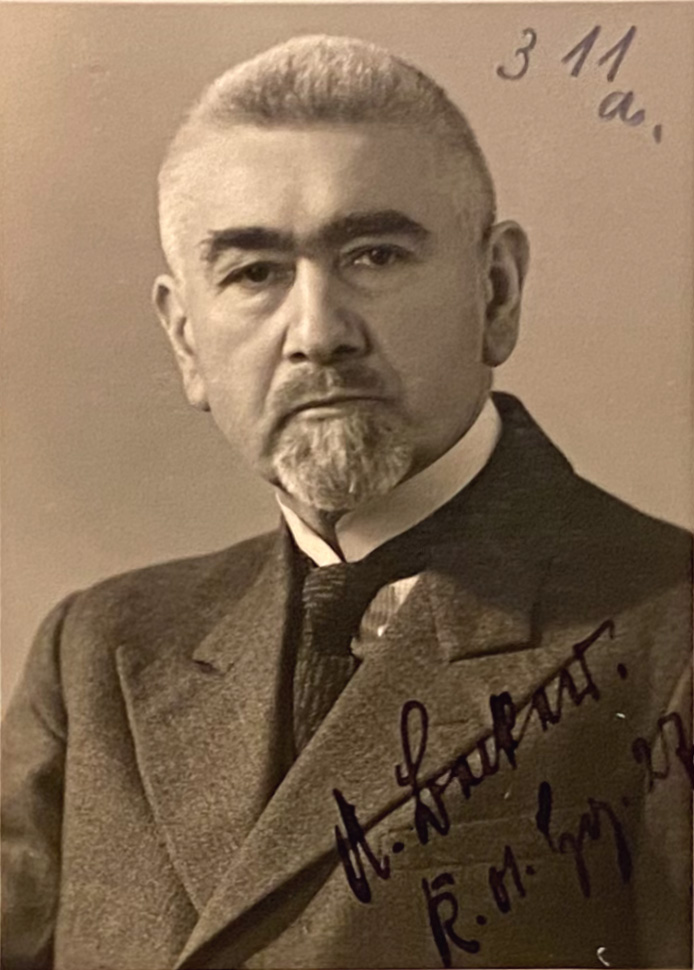
August Becker im Alter

August Becker (* 19. Februar 1879 in Osterburken; † 16. Januar 1953 in Heidelberg) war ein deutscher Physiker.

## Leben
August Becker studierte von 1897 bis 1901 in Heidelberg und Kiel Mathematik und Naturwissenschaften. In beiden Orten wurde er im Laufe seines Lebens Mitglied der örtlichen Wingolfsverbindungen. 1901 promovierte er bei Georg Hermann Quincke. Im selben Jahr wurde er Assistent von Philipp Lenard an der Universität Kiel. Nach der Habilitation 1905 ging er 1907 mit Lenard an die Universität Heidelberg zurück, wo er außerordentlicher  Professor wurde. Von 1909 bis 1919 war er Lehrbeauftragter für Radiologie. Ab 1913 war er planmäßiger außerordentlicher Professor für theoretische Physik. Am 1. April 1935 wurde er Ordinarius für Physik und Direktor des Physikalischen und des Radiologischen Instituts der Universität Heidelberg. Das Physikalische Institut wurde im selben Jahr in „Philipp-Lenard-Institut“ umbenannt.
Seine wissenschaftlichen Arbeiten befassen sich vor allem mit Kathodenstrahlen und deren Wechselwirkung mit Materie, mit Elektrizitätsträgern in Gasen und Flammen sowie mit verschiedenen Aspekten der Radioaktivität.
Becker gilt als Gefolgsmann Philipp Lenards. 1937 wurde er zum ordentlichen Mitglied der Heidelberger Akademie der Wissenschaften gewählt. 1946 wurde er emeritiert.
Er war Mitglied des Nationalsozialistischen Lehrerbund (NSLB).

## Publikationen (Auswahl)
- Interferenzröhren für elektrische Wellen, Dissertation, Ruprecht-Karls-Universität Heidelberg, 1901.
- Über die Abhängigkeit der Kathodenstrahlabsorption von der Strahlgeschwindigkeit, Sitzungsberichte der Heidelberger Akademie der Wissenschaften, 1910.
- Über absolute Radiumbestimmungen mit dem Emanometer, Sitzungsberichte der Heidelberger Akademie der Wissenschaften, 1913.
- Die Photographische Wirkung mittelschneller Kathodenstrahlen, Annalen der Physik 10, 1931.
- Innere Reibung und Dichte in Flammen, Annalen der Physik 14, 1932.
- Messung von Flammengeschwindigkeiten, Zeitschrift für Physik 75, 1932.
- Temperaturabhängigkeit der totalen Trägerbildung in Luft, Teil 1., Zeitschrift für Physik 79, 1932.
- Zur Kenntnis der Radiumlösungen, Zeitschrift für Physik 83, 1933.
- Kristalloptik, in: Handwörterbuch der Naturwissenschaften, 1934.
- Temperaturabhängigkeit der totalen Trägerbildung in Luft, Teil 2., Zeitschrift für Physik 91, 1934.
- Korpuskelstrahlen, Teil 1, Die Physik in regelmäßigen Berichten 2, 1934; Teil 2, Die Physik in regelmäßigen Berichten 6, 1938.
- Der Hydrodynamische Widerstand von Zylindern, Annalen der Physik 22, 1935.
- Die Streuung mittelschneller Kathodenstrahlen in Gasen, Annalen der Physik 28, 1937.
- Zur Kenntnis des Selenphotoelements Teile 1–4, Zeitschrift für Physik 107, 112, 114, 1937, 1939.